# Pascal Vernus
Pascal Vernus, né le 5 mai 1946, à Fontainebleau, est un égyptologue français.

## Biographie
Après des études secondaires au lycée Condorcet de Paris, Pascal Vernus obtient une maîtrise de lettres classiques puis un doctorat de 3e cycle en Études orientales, puis agrégé de lettres classiques et docteur d'État de l'université Paris-Sorbonne en 1987. Il soutient une thèse de doctorat en histoire, sous la direction de Jean Leclant, intitulée Edfou, du début de la XIIe dynastie au début de la XVIIIe dynastie, et dans laquelle il présente et étudie cent-quarante-et-un monuments d’Edfou, pour la plupart des monuments funéraires de particuliers.
Il commence sa carrière d'enseignant dans les lycées de Lagny et de Mantes-la-Jolie (1968-1969). Il est assistant à l'UER d'Histoire de la Sorbonne, de 1969 à 1971. De 1971 à 1973, il est professeur au Caire à l'université Ain Shams et membre scientifique de l'Institut français d'archéologie orientale du Caire (1973-1976), dont il est membre du conseil d'administration de 1989 à 1995. Il est directeur d'études en linguistique égyptienne et en philologie à l'École pratique des hautes études de 1976 à septembre 2013.

## Distinctions
En juillet 1998, Pascal Vernus est promu Officier dans l'Ordre des Palmes académiques.
En 1982, il reçoit le Prix Gaston-Maspero de l'Académie des inscriptions et belles-lettres. 

## Publications
- Chants d'amour de l'Égypte antique, édité par Pascal Vernus, Paris, Imprimerie nationale, 1992
- « Essai sur la conscience de l'Histoire dans l'Égypte pharaonique », dans Bibliothèque de l'École des hautes études. Sciences historiques et philologiques, Paris, 1995, tome 132
- La littérature des pharaons, Paris, Édition Sujets, Belin, Paris, 1997
- Dieux de l'Égypte, photographies de Erich Lessing, Paris, Imprimerie nationale, Paris, 1998
- Sagesses de l'Égypte pharaonique, Paris, Édition La Salamandre, Imprimerie nationale, 2001  (ISBN 978-2743303327)
- Affaires et scandales sous les Ramsès : la crise des valeurs dans l'Égypte du Nouvel Empire, Paris, Édition J'ai lu, 2001  (ISBN 978-2290312063)
- avec Jean Yoyotte, Dictionnaire des pharaons [détail des éditions]
- Le bestiaire des pharaons, avec Jean Yoyotte, Librairie académique Perrin, 2005  (ISBN 978-2262022334)
- Dieux et pharaons d'Égypte, Édition générales First, 2006  (ISBN 978-2754001557)
- Dictionnaire amoureux de l'Égypte pharaonique, (ill. Alain Bouldouyre), Éditions Plon, 2009  (ISBN 978-2-259-19091-6)